# Maria de la Mercè de Borbó i d'Àustria
Maria de la Mercè de Borbó i d'Àustria (castellà: María de las Mercedes de Borbón)  (Madrid, 11 de setembre de 1880 - Madrid, 17 d'octubre de 1904) va ser infanta d'Espanya i princesa d'Astúries.
Filla primogènita del rei Alfons XII d'Espanya i de Maria Cristina d'Habsburg-Lorena. Va ser princesa d'Astúries des del seu naixement i fins a la seva mort, primer com a hereva del seu pare el rei Alfons XII d'Espanya i després per ser-ho del seu germà el rei Alfons XIII d'Espanya.
Es casà el 1901 amb el príncep Carles de Borbó-Dues Sicílies. La parella tingué tres fills:
- Alfons (Madrid, 1901-1964). Duc de Calàbria.
- Ferran (Marid, 1903-1905).
- Isabel (Madrid, 1904-1985). Casada amb el comte Jan Zamosyki.

Va morir a causa de complicacions en el part de la seva filla Isabel. La seva mort prematura ocasionà el segon casament del seu espòs amb la princesa Lluïsa d'Orleans el 1908.